# Universidad Técnica de Košice
La Universidad Técnica de Košice (en eslovaco: Technická univerzita v Košiciach) es una institución de educación superior de Košice y la segunda universidad técnica más importante de Eslovaquia.

## Facultades
- Facultad de Minas, Ecología, Control de Procesos y Geotecnia
- Facultad de Metalurgia
- Facultad de Ingeniería Mecánica
- Facultad de Ingeniería Eléctrica e Informática
- Facultad de Ingeniería Civil
- Facultad de Economía, desde 2011 a 2014 reconocida como mejor facultad de economía eslovaca[1]
- Facultad de Tecnologías de Fabricación
- Facultad de Arte
- Facultad de Aeronáutica